# Human After All
Pour le titre, voir Human After All (chanson).
Albums de Daft Punk
Daft Club
(2003) Human After All: Remixes
(2006)
Singles
1. Robot Rock
Sortie : 11 avril 2005
2. Technologic
Sortie : 14 juin 2005
3. Human After All
Sortie : 31 octobre 2005
4. The Prime Time of Your Life
Sortie : 17 juin 2006

Human After All est le troisième album studio du duo français de musique électronique Daft Punk paru le 14 mars 2005 chez Virgin Records. Il existe une version constituée uniquement de remixes : Human After All: Remixes.
Contrairement à leur précédent album studio Discovery (2001), dont le son était inspiré du disco et produit sur une période de deux ans, Human After All est un album plus minimaliste et improvisé avec un mélange de guitares plus lourdes et d'électronique, et a été produit en six semaines (2 semaines de composition, 4 semaines de mixage).

## Enregistrement
Un premier communiqué de presse indiquait que le disque " [conservait] le son Daft Punk qui fait sa marque de fabrique, avec cette fois une qualité d'enregistrement plus spontanée et plus directe ". La création brève et la production minimale de Human After All avaient été décidées à l'avance comme un contrepoint à Discovery, qui avait été produit en deux ans. Thomas Bangalter a déclaré qu'il était "définitivement séduit à l'époque par l'idée de faire le contraire" de leur précédent album studio. Il a comparé le disque délibérément non poli à "une pierre non travaillée".
Human After All a été créé principalement avec deux guitares, deux boîtes à rythmes, un vocodeur et un enregistreur à huit pistes. Il a été produit en six semainesdu 13 septembre au 9 novembre 2004 avec quatre de ces semaines consacrées au mixage.Une grande partie du son et du timbre de l'album a été créée en utilisant une pédale d'effet wah synthétiseur DigiTech. Bangalter a déclaré que l'album était basé "sur ce sentiment de peur ou de paranoïa" et "pas quelque chose destiné à vous faire sentir bien". Il déclare également que cet album et le film Electroma de Daft Punk (sorti en 2006) sont "des regards extrêmement tourmentés, tristes et terrifiants sur la technologie, mais qu'ils peuvent être d'une certaine beauté et susciter des émotions". Il a reconnu la qualité mécanique perçue du disque, mais a estimé que celle-ci exprimait "la danse entre l'humanité et la technologie".
À l'époque de la sortie de Human After All, les Daft Punk le considéraient comme leur album préféré et le décrivaient comme une "pure improvisation". Guy-Manuel de Homem-Christo a déclaré que chaque album qu'ils ont fait était "étroitement lié à nos vies" et que "les choses internes et personnelles que Thomas a traversées pendant Human After All l'ont rendu plus proche de là où il était à ce moment-là".

## Sortie et promotion
Avant la sortie de Human After All, les CD promotionnels de l'album ont été distribués avec des sceaux inviolables, ainsi que des filigranes individuels permettant d'identifier chaque destinataire. L'album a néanmoins fuité en ligne plusieurs mois avant sa sortie, mais les fans confus par son style radicalement différent ont d'abord émis l'hypothèse qu'il s'agissait d'un faux conçu pour déjouer le partage de fichiers en ligne,.
En 2013, Spin a écrit que la sortie officielle de l'album avait été malvenue, car elle est intervenue après la fin du "mouvement electronica des grands labels" des années 1990, mais avant la montée en puissance des labels de dance indépendants comme DFA Records et Ed Banger. Les Daft Punk n'ont donné aucune interview pour promouvoir l'album, car ils estimaient que cela irait à l'encontre du thème de l'album, à savoir que les médias sont une force oppressive. La seule déclaration officielle donnée par les Daft Punk à l'époque était la suivante : "Nous pensons que Human After All parle de lui-même",. De Homem-Christo a déclaré plus tard que choisir de se taire était la plus grande erreur qu'ils aient jamais faite.
Bangalter a souligné que la seule promotion de l'album se ferait par le biais de ses clips. À cette fin, Daft Punk ont réalisé eux-mêmes les vidéo-clips des singles Robot Rock et Technologic. Tony Gardner a réalisé le clip de The Prime Time of Your Life, bien que Bangalter ait prédit qu'il ne serait pas pratique pour une utilisation promotionnelle en raison de son contenu graphique,. Les Daft Punk avaient également l'intention de réaliser une vidéo pour le morceau éponyme Human After All, mais les séquences qu'ils ont tournées pour celle-ci ont été élargies pour ensuite créer le film Daft Punk's Electroma. Certains morceaux de Human After All figurent également sur la compilation Musique Vol. 1: 1993-2005et sur l'album live Alive 2007.
L'image de couverture de la pochette de Human After All présente le logo Daft Punk affiché sur un écran de télévision. Bangalter a cité le roman 1984 de George Orwell comme source d'inspiration pour le disque.

## Accueil critique
Sur Metacritic, qui attribue une note normalisée sur 100 aux critiques de la presse grand public, Human After All a reçu une note moyenne de 57, indiquant des "critiques mitigées ou moyennes", sur la base de 28 critiques.
Dans sa critique pour le magazine Blender, Simon Reynolds a déclaré que la musique béate et "ouverte" de Discovery avait été remplacée par "un dance-rock archi-ironique qui semble décousu et engourdi – à la limite de l'autisme". Q a estimé qu'il manquait le "fun" des précédents travaux de Daft Punk. Barry Walters de Rolling Stone a déclaré que le duo "répète plutôt qu'il n'élabore ses riffs", et qu'il "exagère ici les tendances robotiques de son groupe, au détriment de ses grooves". Dorian Lynskey du Guardian a qualifié l'album de "collection sans joie d'idées moyennes étirées de manière désespérée". Robert Christgau du Village Voice a qualifié l'album de "mauvais disque dont les détails méritent rarement une réflexion plus approfondie".
Dans une critique positive, Matthew Weiner de Stylus Magazine a déclaré : "C'est la même histoire, morceau après morceau, confondant volontairement alternance et variation, intensification et développement et dynamique. En d'autres termes, un exemple brillant de l'art de la chanson pop au 21e siècle". Le magazine Mojo a déclaré qu'il "enlève les fioritures les plus flamboyantes pour créer un son plus incisif".
Human After All a été nommé au Grammy Award 2006 dans la catégorie du meilleur album électronique/danse, mais a perdu face à l'album Push the Button des Chemical Brothers.

## Ventes
L'album est arrivé en tête du classement Billboard Top Dance/Electronic Albumset a culminé à la 98e place du Billboard 200. Il a culminé à la 3e place en France et a reçu une double certification or du Syndicat National de l'Édition Phonographique (SNEP) un mois après sa sortie. Il a également reçu une certification argent de la British Phonographic Industry (BPI) au Royaume-Uni, où il a culminé à la 10e place. En mai 2013, l'album s'est vendu à 127 000 exemplaires aux États-Unis et à 80 838 exemplaires au Royaume-Uni.Le premier single de l'album, Robot Rock, a eu une réception modérée, atteignant la 32e place au Royaume-Uni et la 15e place au Billboard Hot Dance Club Songs, mais n'a pas été un succès majeur,. Le deuxième single, Technologic, atteint la 40e place au Royaume-Uni, mais s'est considérablement mieux comporté en termes de diffusion et a été utilisé dans une publicité pour iPod. Le dernier single de l'album, Human After All a quant à lui atteint la 93e place en France.

## Héritage
La tournée Alive 2006/2007 donnant lieu à l'album live Alive 2007, qui comprenait des morceaux de Human After All, a amené beaucoup de gens à réévaluer l'album,. Pedro Winter, le manager des Daft Punk à l'époque, a déclaré : « Lorsque nous avons sorti Human After All, j'ai eu beaucoup de mauvaises réactions, du genre : "C'est tellement répétitif. Il n'y a rien de nouveau. Les Daft Punk étaient bons avant". Puis ils sont revenus avec le light show, et tout le monde a fermé sa gueule... Les gens se sont même excusés en disant : "Comment avons-nous pu mal juger les Daft Punk ?". Le live show a tout changé. Même si j'en fais partie, j'aime prendre du recul et l'admirer. Moi, j'ai pleuré ». Bangalter a déclaré que l'album « était la musique que nous voulions faire au moment où nous l'avons fait. Nous avons toujours fortement ressenti qu'il y avait une connexion logique entre nos trois albums, et c'est génial de voir que les gens semblent s'en rendre compte quand ils écoutent maintenant le live ».

## Liste des morceaux
| 1.    | Human After All             | 5:20 |
| 2.    | The Prime Time of Your Life | 4:23 |
| 3.    | Robot Rock                  | 4:46 |
| 4.    | Steam Machine               | 5:21 |
| 5.    | Make Love                   | 4:49 |
| 6.    | The Brainwasher             | 4:08 |
| 7.    | On/Off                      | 0:19 |
| 8.    | Television Rules the Nation | 4:46 |
| 9.    | Technologic                 | 4:43 |
| 10.   | Emotion                     | 6:57 |
| 45:34 |                             |      |

## Crédits et personnels
- Daft Punk – guitare, basse, claviers, sampling, vocoder, voix, percussions, talkbox, programmation, production
- Cédric Hervet – coordination de la production
- Gildas Loaëc – coordination de la production
- Nilesh "Nilz" Patel – mastering

## Classement hebdomadaire
| Classement (2005)                        | Meilleure position |
| ---------------------------------------- | ------------------ |
| Australie (ARIA)                         | 36                 |
| Autriche (Ö3 Austria Top 40)             | 23                 |
| Belgique (Flandre Ultratop)              | 8                  |
| Belgique (Wallonie Ultratop)             | 11                 |
| Espagne (Promusicae)                     | 87                 |
| États-Unis (Billboard 200)               | 98                 |
| États-Unis (Top Dance/Electronic Albums) | 1                  |
| France (SNEP)                            | 3                  |
| Italie (FIMI)                            | 8                  |
| Norvège (VG-lista)                       | 36                 |
| Suède (Sverigetopplistan)                | 30                 |
| Suisse (Schweizer Hitparade)             | 8                  |

## Album remix
Titres : 
1. Robot Rock (Soulwax remix) – 6:31
2. Human After All (SebastiAn remix) – 4:48
3. Technologic (Peaches No Logic remix) – 4:38
4. The Brainwasher (Erol Alkan's Horrorhouse dub) – 6:05
5. The Prime Time of Your Life (Para One remix) – 3:52
6. Human After All (Guy-Man After All Justice remix) – 4:01
7. Technologic (Digitalism's Highway to Paris remix) – 6:01
8. Human After All (Alter Ego remix) – 9:26
9. Technologic (Vitalic remix) – 5:27
10. Robot Rock (Daft Punk Maximum Overdrive mix) – 5:54[63].